# Pichilemu Aerodrome
Pichilemu Aerodrome är en flygplats i Chile.   Den ligger i provinsen Provincia de Cardenal Caro och regionen Región de O'Higgins, i den södra delen av landet, 160 km sydväst om huvudstaden Santiago de Chile. Pichilemu Aerodrome ligger 10 meter över havet.
Terrängen runt Pichilemu Aerodrome är varierad. Havet är nära Pichilemu Aerodrome åt nordväst. Runt Pichilemu Aerodrome är det ganska glesbefolkat, med 24 invånare per kvadratkilometer.. Närmaste större samhälle är Los Navegantes, 1,1 km öster om Pichilemu Aerodrome. 
Trakten runt Pichilemu Aerodrome består i huvudsak av gräsmarker.